# Samsung Galaxy Ace 3
Samsung Galaxy Ace 3 (Samsung Galaxy Ace 3 3G GT-S7270, Samsung Galaxy Ace 3 LTE GT-S7275, Samsung Galaxy Ace 3 GT-S7272 с поддержкой двух SIM-карт) — это смартфон производства Samsung, который работает под управлением операционной системы Android. Создан и выпущен Samsung в июне 2013 года, Galaxy Ace 3 является преемником Galaxy Ace 2.
Продажи смартфона стартовали в июне 2013 года на Ближнем Востоке.

## Характеристики

### Сеть/Беспроводные соединения
- GSM 3G, HSDPA / HSUPA
- 3G: HSPA 14.4/5.76 Мбит/с (900/2 100 МГц)
- 3G: HSPA 14.4/5.76 Мбит/с (900/2 100 МГц)
- Wi-Fi : 802.11b/g/n 2.4 ГГц
- Поддержка Wi-Fi Direct
- Профили Bluetooth: A2DP, AVRCP, GAP, HFP, HSP, OBEX, OPP, SPP, AVCTP, AVDTP, GAVDP, GOEP, HID, PAN, MAP, PBAP, DID, GATT
- Синхронизация с ПК: поддержка KIES

### Дисплей
- Технология дисплея: TFT
- Глубина цвета: 16 миллионов цветов и оттенков
- Размер дисплея: 4 дюйма
- Разрешение дисплея: 480 x 800 пикселей (WVGA)

### Память
- Память: 4GB eMMC/1 ГБ ОЗУ

### Сенсоры
- Акселерометр / Цифровой компас / Датчик присутствия

### Соединения
- USB: v2.0
- Разъем для наушников: 3.5 мм, стереоразъем
- Слот внешней памяти: microSD (до 64 ГБ)
- Поддержка Dual SIM (micro SIM)
- Поддержка Micro USB

### Навигация
- Поддержка GPS / ГЛОНАСС

### Аудио и видео
- Форматы видео: MPEG4, H.264, H.263, VC-1, WMV7/8, VP8, Sorenson Spark
- Разрешение при воспроизведении и съемке видео: HD (1280 x 720)
- Скорость видеосъемки: 30 кадров/сек
- Форматы аудио: MP3, OGG, AAC, AAC+, eAAC+, WMA, FLAC, AMR-NB / WB

### Операционная система
- Операционная система: Android 4.2

### Процессор
- Процессор Broadcom BCM21664 или BCM21654G, Cortex A9, два ядра, 1 ГГц

### Камера
- Разрешение фронтальной камеры: 0.3 Мп (VGA)
- Разрешение основной камеры: 5 Мп
- Вспышка камеры: LED-вспышка
- Автоматическая фокусировка камеры: поддержка автоматической фокусировки

### Физические параметры
- Размеры: 62.7 x 121,2×9.79 мм
- Вес: 115 г

### Аккумулятор
- Время в режиме разговора: до 8 часов (3G)
- Ёмкость аккумулятора: 1 500 мАч
- Зарядка с помощью USB-кабеля
- Время в автономном режиме: до 370 часов (3G)

### Сервисы и приложения
- Наличие Samsung Apps
- Наличие Game Hub
- Наличие ChatON
- Наличие ActiveSync

Также возможна установка дополнительных приложений из магазина приложений Samsung и Google Play.